# Veslanje na Poletnih olimpijskih igrah 1904
Veslanje na Poletnih olimpijskih igrah 1904 je obsegalo pet disciplin v moški kategoriji. Igre so se odvijale v St. Louisu, Združene države Amerike. Vsi čolni razen kanadskega osmerca so prihajali iz ZDA, vse tekme pa so se odvijale v soboto, 30. julija 1904.
Veslanje je bilo na teh igrah predstavljeno šele drugič, vpeljane pa so bile še nove discipline. Prvič so nastopili dvojci brez krmarja, četverci brez krmarja ter dvojni dvojec, s sporeda pa sta bili umaknjeni disciplini dvojec s krmarjem in četverec s krmarjem. 

## Pregled medalj
| Event                 | Zlato | Srebro | Bron                                                            |
| Enojec                | Frank Greer ZDA | James Juvenal ZDA | Constance Titus ZDA                                             |
| Dvojni dvojec         | ZDA · John Mulcahy · William Varley | ZDA · Jamie McLoughlin · John Hoben | ZDA · Joseph Ravannack · John Wells                             |
| Dvojec brez krmarja   | ZDA · Robert Farnan · Joseph Ryan | ZDA · John Mulcahy · William Varley | ZDA · John Joachim · Joseph Buerger                             |
| Četverec brez krmarja | ZDA · Arthur Stockhoff · August Erker · George Dietz · Albert Nasse                                                                                    | ZDA · Frederick Suerig · Martin Formanack · Charles Aman · Michael Begley                                                                     | ZDA · Gustav Voerg · John Freitag · Louis Helm · Frank Dummerth |
| Osmerec               | ZDA · Frederick Cresser · Michael Gleason · Frank Schell · James Flanagan · Charles Armstrong · Harry Lott · Joseph Dempsey · John Exley · Louis Abell | Kanada Arthur Bailey William Rice George Reiffenstein Phil Boyd George Strange William Wadsworth Donald MacKenzie Joseph Wright Thomas Loudon | nihče                                                           |

## Države udeleženke
Na igrah je nastopilo 44 veslačev iz dveh držav:
- Kanada - 9
- ZDA - 35

## Medalje
Od 44 veslačev samo eden ni dobil medalje. To je bil David Duffield, ki je v enojcu osvojil četrto mesto.
| Mesto | Država | Zlato | Srebro | Bron | Skupaj |
| 1     | ZDA    | 5     | 4      | 4    | 13     |
| 2     | Kanada | 0     | 1      | 0    | 1      |